# Roztoky u Křivoklátu

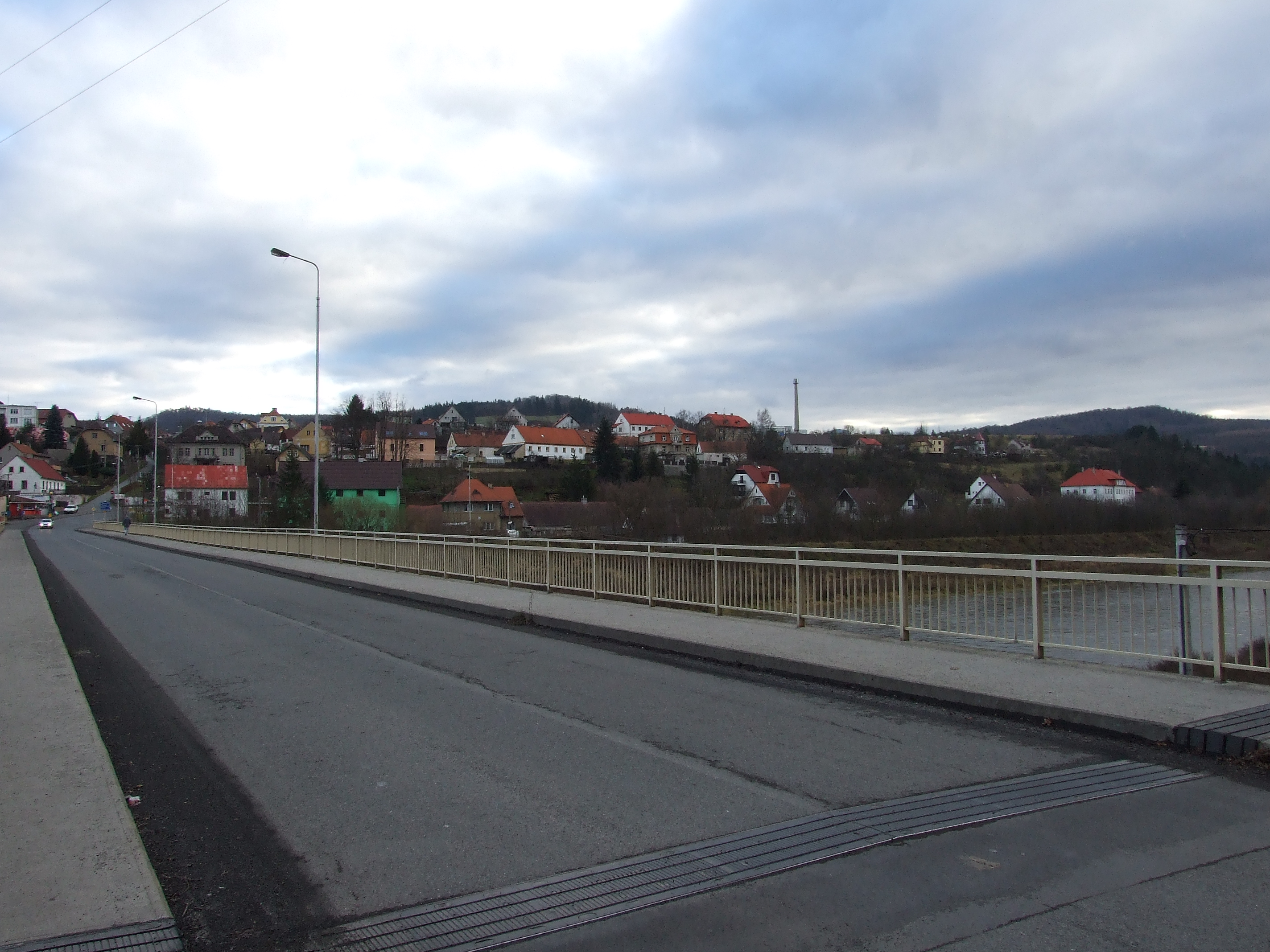
Roztoky

Roztoky (deutsch Rostok, auch Rostock)  ist eine Gemeinde in Tschechien. Sie liegt 13 Kilometer südöstlich von Rakovník und gehört zum Okres Rakovník.

## Geographie
Roztoky befindet sich nördlich des Pürglitzer Berglandes (Křivoklátská vrchovina) gegenüber der Einmündung des Rakovnický potok in einer Flussschleife an der Berounka. Die Gemeinde liegt im Landschaftsschutzgebiet Pürglitzer Wald. Südlich erhebt sich der Beraník (Schafberg) mit 498 m.
Nachbarorte sind Městečko (Stadtl) und Křivoklát (Pürglitz) im Norden, Pohořelec (Pohorzeletz) und Újezd nad Zbečnem (Augezd ob Zbetschno) im Nordosten, Zbečno (Zbetschno) und Račice (Radschitz) im Osten, Častonice (Tschastonitz) und Leontýn (Thiergarten) im Südosten, Karlova Ves (Karlsdorf) im Süden, Branov (Branow) im Südwesten sowie Velká Buková (Groß Bukowa) im Nordwesten.

## Geschichte
An der Stelle des heutigen Dorfes befand sich ursprünglich ein um 1370 erloschener Hof des Pürglitzer Burgvogtes Jíra von Roztoky. An dessen Stelle entstand das 1406 erstmals urkundlich erwähnte Dorf und zur Herrschaft Pürglitz gehörige Dorf.
1779 entstand neben dem Dorf der Karlhof. Der einstige Wirtschaftshof wuchs zu einer kleinen Ansiedlung. 1820 wurde im Pürglitzer Wald das Jagdschlösschen Obora erbaut, dieses ließ Max zu Fürstenberg zwischen 1865 und 1866 zu einem neogotischen Schloss für seine Frau Leontine, geb. von Khevenhüller, umbauen.
Nach der Gründung einer Eisenhütte durch die Fürsten zu Fürstenberg im Jahre 1824 erlebte der Ort einen wirtschaftlichen Aufschwung. Zu Beginn des 20. Jahrhunderts entstand die Textilfabrik Stein & Sohn. Nach 1945 wurde in Roztoky eine Werkzeugmaschinenfabrik eingerichtet, aus der in den 1960er Jahren der Pressluftgerätehersteller PERMON hervorging. Im Tal des Baches Klucná befindet sich die Feriensiedlung Údolí hříchů, die eine der ältesten Tschechiens ist.

## Ortsgliederung
Für die Gemeinde Roztoky sind keine Ortsteile ausgewiesen. Grundsiedlungseinheiten sind Karlov (Karlhof), Leontýn, Placanda und Roztoky.

## Sehenswürdigkeiten
- hölzerner Glockenturm aus dem 19. Jahrhundert, in der Ortsmitte
- Burg Křivoklát
- Schloss Leontýn mit englischem Park in Leontýn, dient heute als Sozialfürsorgeeinrichtung der Stadt Prag
- Kapelle des Hl. Wenzel im Schlosspark Leontýn, errichtet 1866
- Statue des Hl. Wenzel im Schlosspark Leontýn, errichtet 1893
- Naturreservat Červený kříž